# دیولاکسی
دیولاکِسی (به مجاری:  Gyulakeszi) یک شهرداری در مجارستان است که در ناحیه تاپولتسا واقع شده‌است. دیولاکسی ۹٫۶۷ کیلومتر مربع مساحت و ۷۳۳ نفر جمعیت دارد.